# Le Cantique des cantiques
Pour les articles homonymes, voir Cantique des cantiques (homonymie).
Pour plus de détails, voir Fiche technique et Distribution.
Le Cantique des cantiques ou Cantique d'Amour (The Song of Songs) est un film américain réalisé par Rouben Mamoulian sorti en 1933.

## Synopsis
Lily (Marlene Dietrich), une jeune paysanne qui vient de perdre son père, est recueillie par sa tante, Madame Rasmussen (Alison Skipworth), libraire à Berlin, une femme autoritaire, rigide et légèrement portée sur l'alcool. De la fenêtre de sa chambre, Lily aperçoit un atelier de sculpteur qui la fascine. Un jour, le sculpteur, Richard Waldow (Brian Aherne), entre dans la librairie et, captivé par le corps de Lily, la persuade de venir poser pour elle. Acceptant après avoir hésité, Lily, déjouant la surveillance de sa tante, se rend chez Richard qui la convainc de se déshabiller pour prendre la pose. Bientôt une très belle sculpture prend forme et les deux jeunes gens entament une idylle. Survient alors le baron von Merzbach (Lionel Atwill), un client de Richard, qui tombe en admiration devant la statue ; il demande à être présenté à Lily. Quelque temps plus tard, le baron persuade Richard qu'avec ce dernier, Lily n'aura aucun avenir, alors qu'avec lui, elle aura la reconnaissance, la fortune, le titre… Par lâcheté Richard accepte. Le soir alors que Lily s'apprête à se rendre chez Richard, Madame Rasmussen la surprend et la chasse de son domicile. Elle se rend chez Richard, mais celui-ci a disparu, et c'est alors le baron von Merzbach qui l'accueille à sa place en lui apprenant que Richard est parti en voyage. Le baron lui propose le mariage. Désorientée et choquée, Lily accepte. Elle fait son éducation dans le grand monde, apprend la musique, le français, la danse mais n'est pas heureuse. Le palefrenier du baron, Edward von Prell (Hardie Albright), s'éprend d'elle et lui déclare sa flamme pendant une leçon d'équitation ; Lily le rabroue. 
Le baron von Merzbach a l'idée d'inviter Richard dans sa propriété afin de « normaliser » leur relation mais l'entrevue se passe mal. Lily apprend que Richard n'est jamais parti en voyage mais a eu la faiblesse de se laisser convaincre par les arguments du baron. Choquée, la jeune femme s'enfuit dans le parc où elle est rattrapée par Richard. Lily refuse de l'écouter et lui dit qu'elle en aime un autre et qu'elle va le lui prouver. Elle s'élance vers le pavillon de von Prell, lequel, heureux et surpris de l'accueillir, l'emmène dans sa chambre en la tenant dans ses bras. Mais dans sa précipitation il fait tomber une lampe qui prend feu. Bientôt le pavillon est en flamme ; les domestiques aperçoivent alors von Prell sortant avec Lily dans ses bras. La gouvernante indique alors à Lily que le baron risque de la tuer par jalousie et la fait s'enfuir.
Richard cherche Lily partout en vain et finit par la retrouver : elle travaille comme entraîneuse dans un bal. Ils vont chez lui et après une période de tension au cours de laquelle Lily brise la statue restée dans l'atelier, ils se remémorent les conditions de leur rencontre et les deux amants se réconcilient.

## Fiche technique
- Titre : Le Cantique des cantiques
- Titre original : The Song of Songs
- Réalisation : Rouben Mamoulian
- Scénario : Leo Birinsky, Rouben Mamoulian et Samuel Hoffenstein d'après le roman Das Hohelied de Hermann Sudermann
- Société de production : Paramount Pictures
- Photographie : Victor Milner
- Musique : Karl Hajos, Herman Hand, Bernhard Kaun et Milan Roder (non crédités)
- Direction musicale : Nat W. Finston
- Direction artistique : Hans Dreier (non crédité)
- Costumes : Travis Banton (non crédité)
- Pays d'origine : États-Unis
- Format : Noir et blanc - 35 mm - 1,37:1 - Son : Mono (Western Electric Mirrophonic Recording)
- Genre : Mélodrame romantique
- Durée : 90 minutes
- Dates de sortie :
  - États-Unis : 19 juillet 1933
  - France : 25 août 1933

## Distribution
- Marlene Dietrich : Lily Czepanek
- Brian Aherne : Richard Waldow
- Lionel Atwill[1] : le baron von Merzbach
- Alison Skipworth : Mme Rasmussen
- Hardie Albright : Edward von Prell
- Helen Freeman : fräulein von Schwertfeger

Acteurs non crédités :
- Florence Roberts : une cliente de la librairie
- Morgan Wallace : un admirateur

## Autour du film
- Le film est une adaptation du roman Das Hohe Lied publié en 1908 par Hermann Sudermann, il avait fait l'objet d'une adaptation théâtrale par Edward Sheldon en 1914. Deux films muets s’inspirant de ce roman ont aussi été portés à l'écran : Le Cantique des Cantiques de Joseph Kaufman en 1918 et Lily of the Dust de Dimitri Buchowetzki en 1924 avec Pola Negri et Ben Lyon .
- Mamoulian montra ce film à Greta Garbo pour la convaincre de tourner avec lui La Reine Christine.